# Shōma Maeda
Shōma Maeda (japanisch 前田 翔茉 Maeda Shōma; * 8. Januar 2002 in Fujieda, Präfektur Shizuoka) ist ein japanischer Fußballspieler.

## Karriere
Shōma Maeda erlernte das Fußballspielen in der Schulmannschaft der Shimizu-Sakuragaoka-Oberschule sowie in der Universitätsmannschaft der Tokoha-Universität. Von Mitte April 2023 bis Saisonende 2023 wurde er von der Universität an den Fujieda MYFC ausgeliehen. Der Verein aus Fujieda spielte in der zweiten Liga, der J2 League. Sein Zweitligadebüt gab Maeda am 12. November 2023 (42. Spieltag) im Heimspiel gegen den Iwaki FC. Bei der 2:4-Heimniederlage wurde er in der 61. Minute für Keisuke Ogasawara eingewechselt. Nach der Ausleihe wurde er am 1. Februar 2024 fest von Fujieda unter Vertrag genommen.